# Conselho Internacional de Dança
Conselho Internacional de Dança (International Dance Council, em inglês; ou Conseil International de la Danse, em francês) foi fundado em 1973 no Palácio da UNESCO, onde é sua sede permanente. É o único órgão reconhecido internacionalmente para representar todas as formas de dança nos países membros da UNESCO.
O CID, como é conhecido, está presente em mais de 150 países e seus membros são pessoas e instituições com expressiva atuação na dança. Responsável por coordenar as ações em comemoração do Dia Internacional da Dança, em 29 de abril, o CID também promove congressos mundiais, divulga as atividades de seus membros, propicia intercâmbios, divulga informações e elabora mais de 15 programas mundiais. Seu atual presidente é o professor Alkis Raftis, da Grécia, também diretor da companhia Dora Stratou Theater. Diversos países contam com seções locais, que são formadas por membros ativos do país sede e são responsáveis por, localmente, fortalecer as ações do CID.